# 羽柴秀勝 (石松丸)
羽柴秀勝（1570年—1576年11月4日）是安土桃山時代的人物。他是羽柴秀吉在擔任長濱城主時和側室南殿所生下的長子，幼名叫做石松丸。
或許是因為他在年紀還很小的時候就夭折了，所以給了豐臣秀吉很大的哀痛，導致後來秀吉連續把兩個養子都取名為秀勝。